# 程良惺
程良惺。湖廣孝感縣人，清朝政治人物。

## 生平
康熙三年（1664年）甲辰科進士。出任湖廣蒲圻縣（今屬湖北省赤壁市）教諭。